# Bellegra
Bellegra – miejscowość i gmina we Włoszech, w regionie Lacjum, w prowincji Rzym.
Według danych na rok 2004 gminę zamieszkiwało 3029 osób, 168,3 os./km².